# Aktasrivier
De Aktasrivier  (Zweeds: Aktasjåkka; Samisch: Ákčajohka) is een rivier die stroomt in de Zweedse gemeente Kiruna. De rivier is de afwateringsrivier van het Aktasmeer, een meer van ongeveer 1,5 km² groot. Tevens ontvangt ze water van de Aktasberg. De rivier stroomt oostwaarts en gaat dan op in de Omatrivier. Ze is ongeveer 6 kilometer lang.
Afwatering: Aktasrivier → Omatrivier → Omatjávri → Råstojaure → Råstrivier → Lainiorivier → Torne → Botnische Golf